# مطار ييرول
مطار ييرول هو مطار محلي في ولاية البحيرات جنوب السودان.

## وصلات خارجية
- Location of Yirol Airport At Google Maps